# اندرو مازلی
اندرو مازلی (انگلیسی: Andrew Mosley؛ 1885 – 3 اوت ۱۹۱۷ (۳۱−۳۲ سال)) بازیکن فوتبال اهل پادشاهی متحد بریتانیای کبیر و ایرلند بود.
از باشگاه‌هایی که در آن بازی کرده‌است می‌توان به باشگاه فوتبال گیلینگام و باشگاه فوتبال نوتس کانتی اشاره کرد.